# Ginka Zagorczewa
Ginka Serafimowa Zagorczewa, później Bojczewa (buł. Гинка Серафимова Загорчева (Бойчева), ur. 12 kwietnia 1958 w Rakowskim) – bułgarska lekkoatletka, płotkarka biegająca na krótkich dystansach, rekordzistka świata w biegu na 100 m przez płotki w latach 1987-1988, olimpijka. 

## Kariera sportowa
Jej pierwsze duże osiągnięcie to brązowy medal w biegu na 100 m przez płotki na mistrzostwach świata w 1983. W 1987 zdobyła tytuł mistrzyni świata. W tym samym roku 8 sierpnia w greckim mieście Drama pobiła rekord świata czasem 12,25 s (7. wynik w historii światowej lekkoatletyki). Poprawiła tym samym najlepszy rezultat swojej rodaczki Jordanki Donkowej. Rok później Donkowa odebrała jednak Zagorczewej rekord czasem 12,21 s.